# Robert Michels

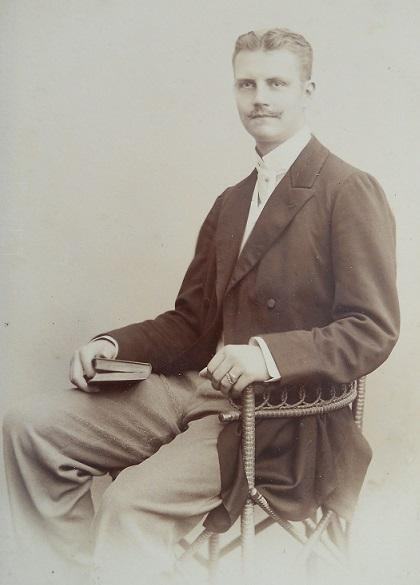
Robert Michels, 1898.

Robert Michels (italienska: Roberto Michels), född 9 januari 1876 i Köln, död 3 maj 1936 i Rom, var en tyskfödd, naturaliserad italiensk, sociolog och statsvetare, som studerade intellektuella eliters politiska beteende och hjälpte till att definiera elitteorin. Hans mest kända verk är Zur Soziologie des Parteiwesens in der Modernen Demokratie (1911; svensk översättning Organisationer och demokrati, 1983), där begreppet oligarkins järnlag beskrivs.

## Biografi
Robert Michels föddes in i en rik tysk borgarfamilj, men kom senare att bli socialist. Han studerade i Storbritannien, i Paris (på Sorbonne) och vid universiteten i München, Leipzig (1897), Halle (1898) och Turin. I München var han en framstående elev hos Max Weber. Michels gick med i Tysklands socialdemokratiska parti (SPD) medan han var forskare vid universitetet i Marburg (1902) och ställde vid denna tid upp till nationella val som socialistkandidat (1903), vilket ledde till att han förlorade chansen att bli professor (i Tyskland kunde socialister inte besitta ordinarie universitetstjänster). Han lämnade SPD 1907 efter att ha flyttat till Italien.
Under de första åren som tillbringades i Italien var Michels verksam mycket nära revolutionär syndikalism, en extrem fraktion inom Italienska socialistpartiet (PSI). Han var mycket kritisk mot determinismen inom den marxistiska dialektiken. Han förkastade dock inte sina ideal utan baserade sin socialism på empiriska och historiska grunder i Werner Sombarts lära.
Efter första världskriget anslöt Michels till fascisterna, som leddes av den före detta socialisten Benito Mussolini. Michels trodde att Mussolini, tack vare hans proletära ursprung och hans karisma, direkt kunde representera proletariatet, utan medling (som Michels ansåg byråkratiskt) med fackliga företrädare och politiska partier.

## Oligarkins järnlag
Michels är en av de teoretiker, tillsammans med bland andra Vilfredo Pareto och Gaetano Mosca, som talade om begreppet oligarkins järnlag. Dessa menar att varje organisation bär tendensen till oligarki. Michels anser att denna maktkoncentration är ett framträdande drag även hos sådana organisationer som anser sig vara demokratiska. Till och med syndikalism och anarkism uppvisar oligarkiska tendenser enligt Michels. Detta beror inte på personliga maktsträvanden, utan på strukturella faktorer. I varje organisation uppstår ett tryck mot maktkoncentration och oligarki på grund av organisationens inneboende logik: Makten i en organisation måste centraliseras för att organisationen ska fungera.
Michels menar även att de som hamnar i maktposition ogärna vill släppa ifrån sig sin makt, i stället omger de sig av sådana personer som gör att de kan behålla den. Människan är enligt Michels i grund och botten egoist. Dessutom hävdar han att det hos människan finns ett psykologiskt behov av ledare. De flesta är ointresserade av politik, och uppskattar att det finns personer som vill ägna sig åt att bevaka deras intressen. Michels menar att människan av naturen är förutbestämd att styra eller att styras.